# Валищенська сільська рада
Валищенська сільська́ ра́да (біл. Валішчанскі сельсавет) — адміністративно-територіальна одиниця у складі Пінського району Берестейської області Білорусі. Адміністративний центр — село Валище.

## Склад
Населені пункти, що підпорядковувалися сільській раді станом на 2009 рік:
| Населений пункт | Тип  | Населення, осіб (2009) |
| --------------- | ---- | ---------------------- |
| Валище          | село | 688                    |
| Вулька-Лавська  | село | 68                     |
| Клетна          | село | 256                    |
| Озаричі         | село | 368                    |
| Соколовка       | село | 208                    |
| Хворосно        | село | 205                    |

## Населення
За переписом населення Білорусі 2009 року чисельність населення сільської ради становила 1793 особи.

### Національність
Розподіл населення за рідною національністю за даними перепису 2009 року:
| Національність               | Осіб | Відсоток |
| ---------------------------- | ---- | -------- |
| білоруси                     | 1704 | 95,04 %  |
| росіяни                      | 45   | 2,51 %   |
| українці                     | 22   | 1,23 %   |
| національність не вказана    | 7    | 0,39 %   |
| молдовани                    | 6    | 0,33 %   |
| поляки                       | 4    | 0,22 %   |
| дві та більше національності | 3    | 0,17 %   |
| казахи                       | 1    | 0,06 %   |
| марійці                      | 1    | 0,06 %   |
| Разом                        | 1793 | 100 %    |